# Hymet
Hymet, także Imitos i Hymēttós (grec. Υμηττός, trl. Ymīttós, trb. Imitos) – pasmo górskie w Attyce, na południowy wschód od Aten, między górą Pentelejkon i Zatoką Sarońską. Hymet słynął ze znakomitych miodów i marmurów. 
Obecnie, po kilku pożarach, lasy przetrwały jedynie po północnej i północno-zachodniej stronie, a cała góra podlega szczególnej ochronie prawnej. Jej długi, płaski wierzchołek, aktualnie pokryty jest lasem anten nadawczych, prowadzi nań asfaltowa szosa, jednak wszelka komunikacja kołowa dozwolona jest jedynie od wschodu, do zachodu słońca, a szosa blokowana jest nocą przez policję.
Warte zwiedzenia:
- Klasztor Kiesariani (Muzeum, czynne do 15:oo), ze spacerem także w jego ciekawe przyrodniczo pełne ruin okolice (istnieje "ścieżka przyrodnicza Kiesariani").
- Klasztor Gwiazdy - ponownie aktywny po stuleciu opuszczenia, dostępny w godzinach nabożeństw.
- Punkty widokowe przy szosie na szczyt i także rozległy wierzchołek góry - oferują jedne z najciekawszych widoków Aten.
- Jaskinia i pobliskie muzeum przyrodnicze "Kutuki", na wschodnim zboczu góry, dostępna z miejscowości Peania, aktualnie w trakcie prac konserwacyjnych, nieczynna do 2014 r.